# خيسوس دي لا فيلا
خيسوس ماريا دي لا فيلا غارسيا (بالإسبانية: Jesús María de la Villa García)‏ ( بالنثيا 30 يونيو 1958) هو أستاذ كبير، مدرب وكاتب شطرنج إسباني حصل على لقب أستاذ دولي سنة 1986 ولقب الأستاذ الكبير في 1999، فاز بالبطولة الإسبانية مرتين (1958، 1988) حاصل على وسام الشارة الفضية من قبل الاتحاد الكتلاني للشطرنج، وفي 2010 منحه الاتحاد الدولي للشطرنج لقب مدرب شطرنج كبير وهي أعلى درجة في التدريب الدولي.
بلغ أحسن تصنيف له عام 1996 وكان 2525.

## كتب
- de la Villa, Jesús (2008). 100 Endgames You Must Know: Vital Lessons for Every Chess Player

100 نهاية شطرنج يجب أن تعرفها: دروس أساسية لكل لاعب شطرنج (2008).
- de la Villa, Jesús (2009). Dismantling the Sicilian

تفكيك الدفاع الصقلي (2009)

## روابط خارجية
- خيسوس دي لا فيلا على موقع الاتحاد الدولي للشطرنج (الإنجليزية)
- خيسوس دي لا فيلا على موقع مباريات الشطرنج (الإنجليزية)
- خيسوس دي لا فيلا على موقع 365Chess.com (الإنجليزية)
- خيسوس دي لا فيلا على موقع Chesstempo.com (الإنجليزية)
- خيسوس دي لا فيلا سجل أولمبياد الشطرنج على موقع OlimpBase.org (الإنجليزية)
- صفحة اللاعب على موقع الاتحاد الدولي للشطرنج